# Знаряддя браконьєрства
Знаряддя браконьєрства — заборонені законом пристосування для добування звірів, птахів, риб та інших об'єктів  тваринного світу. Знаряддями  браконьєрства можуть стати і дозволені законом пристосування для добування тварин, але застосовувані забороненими законом способами, не в той час і не в тому місці.
Відповідно до статті 52-1 Закону України «Про тваринний світ», для добування об'єктів тваринного світу забороняється виготовлення, збут, застосування, зберігання отруйних принад, колючих, давлячих і капканоподібних знарядь лову, електроловильних систем (електровудок), вибухових речовин, пташиного клею та мононитчастих мереж (крім тих, що призначені для промислового лову) та ін. Забороняються знаряддя добування об'єктів тваринного світу, що призводять до калічення диких тварин, їх страждань і масового безконтрольного знищення.
Стаття 53 даного Закону забороняє завезення в Україну електровудок, капканів, мононитчатих (волосінних) сіток, а також інших знарядь добування об'єктів тваринного світу, заборонених законом.
Стаття 20 Закону України «Про мисливське господарство та полювання» відносить до заборонених знарядь і способів видобутку мисливських тварин клеї, петлі, самостріли, гаки, ловчі ями, підрізи, «башмаки», отруйні та знерухомлюючі приманки, електрообладнання для добування тварин, звуковідтворюючі прилади та пристосування, штучні джерела світла, прилади та пристосування для підсвічування мішеней, включаючи  прилади нічного бачення, вибухові речовини, дзеркала для осліплення тварин, використання газів і диму, заливання нірок тварин водою, пневматична зброя. Також заборонено використання як приманки сліпих і покалічених тварин, полювання з під'їзду на автотранспорті, на плаваючих засобах із включеним мотором, на літаках і вертольотах і інші способи добування об'єктів тваринного світу, заборонених законодавством про полювання.
Стаття 85-1 Кодексу України про адміністративні правопорушення забороняється виготовлення та збут заборонених знарядь добування тварин.
Згідно статті 249 Кримінального кодексу України, за діяння, вчинені із застосуванням вибухових, отруйних речовин, електроструму або інших способів масового знищення риби, звірів та інших видів тваринного світу або особою, раніше осудженою за злочин, передбачений цією статей, настає кримінальна відповідальність.

## Основні знаряддя браконьєрства

### Мережі
До найбільш часто використовуваних браконьєрами видів мереж належать: «доріжка» (звичайна волосінна зяброва мережа, яку браконьєри випускають у воду і витягують назад на гумовому амортизаторі), «парашут» (конусоподібна мережева снасть, накидається зверху і накриває рибу), «екран» («телевізор») — маломірна прямокутна (зазвичай 1 х 1 м) дрібночарунчаста зяброва мережа з поплавками по верхньому ряду і вантажем по низу, «косинка» — різновид «телевізора» трикутної форми, використовується переважно для підлідного лову риби біля дна. З метою аматорського рибальства заборонені будь-які промислові відціджуючі (неводи, бредні, волока) і ставні (тристінка, путанки) мережі.
У 2011 р. на ринках України було реалізовано близько 10-20 тис. різних мононитчастих (синтетичних) мереж, в основному китайського виробництва. Основними розповсюджувачами браконьєрських сіток є оптові ринки — Барабашовський в  Харкові, де реалізуються контрабандні мережі з  Росії, і ринок «7-й кілометр» під  Одесою, де реалізуються контрабандні мережі з  Китаю. Щорічно у рибних браконьєрів вилучається близько 100 тис. мереж. Тільки в  Азовському морі щороку знімається 10 тис. км браконьєрських сіток. Головним чином браконьєрами використовуються відносно дешеві китайські мережі, тому що мережі українського виробництва набагато дорожчі, а обсяг їх поставок незначний. Усі водойми  України буквально обплутані кинутими синтетичними браконьєрськими сітками, які не гниють у воді. У них гине величезна кількість не тільки риби, але й інших водних тварин —  бобри,  ондатри,  видри,  качки (всього близько 20 видів), заплутуються молоді  лосі, відомі випадки загибелі людей, що купаються.

### Капкани
Капкан — металеве пристосування, яке під дією пружини захоплює шию або лапу тварини. Це дуже жорстока снасть. Потрапивши до неї, тварина довгий час мучиться, стікаючи кров'ю, або, відірвавши собі лапу, тікає на кінцівках, що залишилися. Капкани, особливо ногозахоплюючі, є одним з самих масових і небезпечних знарядь браконьєрства. Завдяки своїй невибірковості в них потрапляє велика кількість різних видів тварин, у тому числі занесені до  Червоної книги. Хижих птахів капканами навмисно знищують фалкхантери. Догхантери використовують капкани для відлову у містах безпритульних собак і кішок.
До офіційної заборони їх застосування в 2011 р., на ринках України щорічно продавалося до 4 тис. капканів. Наприкінці 2011 р. на ринках міст України за продаж мереж і капканів було затримано 70 осіб, складено близько 60 протоколів, вилучено понад 500 мереж і близько 200 капканів і кротоловок. Капкани виготовлялися промисловим способом у Харкові та Києві. В даний час, завдяки активним діям правоохоронних органів і громадських організацій, їх продаж значно скоротився.

### Пташиний клей
Пташиний клей нерідко незаконно використовується птахоловами-аматорами для відлову співочих птахів.

### Отрути
Отрути активно використовуються городниками, дачниками, ретхантерами проти кротів. Це «Кротомор», Анти-Кріт" (виробник — Росія) і «Фюштпатрон» (виробник — Угорщина". На 2011 р. на ринках міст України реалізовувалося близько 2 тонн отрут проти кротів. Проти хижих птахів фалкхантерами використовується отрута «Крисін» на основі  фосфіду цинку. Догхантери проти бродячих собак використовуються фосфід цинку, а також протитуберкульозний препарат «Ізоніазид».

### Самостріли і самолови
На ринках або через Інтернет продаються виготовлені кустарним способом самостріли проти кротів і сліпаків. В Інтернеті є спеціальні рекламні ролики, що рекламують виготовлення самострілів і вбивство сліпаків. За підрахунками фахівців, самострілами щорічно в Україні знищується до 6 тис. сліпаків, і це притому, що з п'яти видів сліпаків, що мешкають в Україні, чотири занесені до Червоної книги України. До 2011 р. на ринках міст України продавалося до 2 тис. самострілів проти кротів і сліпаків.
Як мисливські самостріли використовується вогнепальна, пневматична і метальна зброя, яка встановлюється на звіриних стежках і насторожується на дотик твариною до шнура, що спускає зведений гачок.
Рибалками-браконьєрами, в основному при лові осетрових, використовується «перемет самоловний» — браконьєрська снасть у вигляді донки з десятками і сотнями гачків, яку простягують поперек річки від берега до берега, або в морі.
У місцях масового скупчення риби браконьєри часто здійснюють лов забороненим варварським методом багріння за допомогою так званих драчів (кіс, самодурів), що являють собою, як правило, спіннінгову снасть з важким грузилом і впаяним в нього трійником великих розмірів. Драчі часто продаються на ринках (до 2011 р. на ринках України продавалося 300–400 шт.). Марену (вусаня) в Закарпатті ловлять взимку у великих кількостях виключно за допомогою драчів. При лові драчами і переметами травмується і не потрапляє до рук браконьєрам, а потім гине велика кількість риби.

### Пастки для тварин
Пастки для хижих птахів активно застосовують в Україні голуб'ятники і фалкхантери. Деякі браконьєри виготовляють різного виду пастки для видобутку  тхорів та інших дрібних  куницевих. У великій кількості використовуються пастки-самолови для відлову взимку дрібних співочих птахів, а також мережеві пастки для браконьєрського лову риби. З останніх слід виділити «павук» (підйомник) — снасть-пастку, що складається зі шматка мережевого полотна з привадою, що кріпиться до дуг, і стовпа-стійки з мотузкою. Принцип лову — раптовий підйом полотна з принадженою рибою. Поширені також вентері, ятері, верші, мережі, жаки — пастки, плетені з вербової лозини, дроту або зроблені з капронової нитки, натягнутої на обід (обруч). Крім риби, в таких пастках гинуть (задихаються) різні земноводні та водні ссавці. Зокрема, вентері і їм подібні пастки є основною причиною загибелі зникаючого звірка — хохулі.

### Холодна метальна зброя
Холодна метальна зброя — пристрої та предмети, конструктивно призначені для ураження живої або іншої цілі на відстані за допомогою м'язової сили людини або механічного пристрою. Ділиться на просту метальну зброю ( ножі, бумеранги) і механічну метальну зброю (луки, арбалети, рогатки).
Останнім часом в збройових магазинах з'явився великий вибір видів холодної метальної зброї для добування тварин — арбалети, луки, рогатки, дихальні трубки і бумеранги. Так, деякі арбалети можуть викидати  стрілу зі швидкістю до 100 м/с і з силою до 200 дж. Такою стрілою можна вбити слона. Мисливські рогатки, які активно виробляє Китай, стріляють металевими кульками і можуть пробити пластинку зі сталі товщиною до 0,5 мм, так як сила викиду кульки доходить до 20 дж і швидкість польоту — 60 м/с. Дальність стрільби з мисливської рогатки досягає 400 м, точність попадання висока — до 30 м. Мисливські рогатки призначені для ураження дрібних звірів і птахів. Їх часто використовують зоохантери для розважальної стрільби по кажанах, голубах, воронах, білках, дятлах, жабах тощо.
Луки та арбалети призначаються не тільки для полювання, але і для видобутку великої риби. У збройових магазинах стали продаватися спеціальні стріли для луків та арбалетів для видобутку риби. Вже зараз в  Україні з'явилися браконьєри, які використовують луки та арбалети для видобутку великих коропів і товстолобиків.
Згідно зі ст. 15 Закону України «Про мисливське господарство та полювання» холодна метальна зброя не згадується як спосіб полювання, згідно Правил любительського і спортивного  рибальства холодна метальна зброя не є дозволеною в Україні для аматорського рибного лову.
Існує також і моральний аспект використання холодної метальної зброї. Моральний аспект умовно можна розділити на три обставини. Перше — стрільба з них це — заподіяння мук тварині. Навряд чи багато лучників здатні пронизати стрілою тварину в таке місце, щоб вона не відчувала мук. Попадання ж просто в живіт або голову, що не спричинило раптову смерть тварини, завдає їй більш тривалі муки, ніж куля. Друге — сама безшумність полювання з використанням цих видів зброї провокує зростання браконьєрства, оскільки не чути самого пострілу, ніхто не стане шукати браконьєра і т. д. Третє — небезпека для сторонніх людей, які, не чуючи пострілу, можуть потрапити під постріл лучника або рогаточника. Все це дуже аморально і небезпечно.

### Колючі засоби
До браконьєрських колющих знарядь, в першу чергу, відносяться остроги (подоба вил з зазубреними вістрями або гостра піка), перемети (гострі гачки, прив'язані до шнурів) і драчі (наварені на важку блешню великі гострі гачки. Остроги, як правило, виготовляються кустарним способом місцевими браконьєрами і застосовуються під час нересту риби, на зимувальних ямах, а влітку і восени — для лучення риби на розливі й мілинах.

### Електровудки
Електровудки (пристосування, застосовувані для видобутку риби у водоймах за допомогою потужного електророзряду), є в даний час найбільш загальнонебезпечним видом рибного браконьєрства. Від впливу електроструму у водному середовищі гинуть або отримують каліцтва не тільки різні види риб, але і всі інші водні тварини. Небезпечно застосування електровудок і для людей, що купаються у водоймах. На ринках України щорічно продається близько 10-20 електровудок, але основна їх кількість реалізується (до декількох сотень на рік) через Інтернет. На багатьох ринках України продаються методичні рекомендації «Як виготовити електровудку».
В останні роки правоохоронні органи і громадські організації ведуть активну боротьбу як безпосередньо з виготовленням та продажем електровудок, так і з їх рекламою в Інтернеті. Так, в 2012 р. були припинені дії злочинним угруповання гр. Самусенко по підпільному виготовленню промисловим способом на одному із заводів м. Рівне електровудок "Samus-725MP.

### Вибухові речовини
Вибухові речовини, кустарно виготовлені на основі карбіду або виплавленого з боєприпасів тротилу, вкраденого в шахтах, кар'єрах та інших місцях проведення вибухових робіт, а також бойові гранати, незаконно придбані браконьєрами у військових, в даний час застосовуються не так часто. Разом з тим, їх використання завдає колосальної шкоди всім видам водної фауни і середовищу їхнього перебування, дуже небезпечно для життя і здоров'я людей.

### Зашморги
Зашморг — шматок міцного і гнучкого дроту або тонкого тросу, що встановлюється на звірячій стежці і затягується сам собою. Це наймасовіша через свою дешевизну і простоту виготовлення браконьєрська снасть в Україні для здобування мисливських тварин. На ринках петлі практично не продаються.
Зашморг — дуже жорстокий вид браконьєрської снасті. Основна небезпека від їх застосування пов'язана з тим, що після закінчення зими дуже часто петлі браконьєрами не знімається. Тому тварини гинуть у насторожених петлях цілий рік. Потрапивши в зашморг, тварина довго мучиться від болю, повільно задихаючись в зашморгу.

### Пневматична зброя
Пневматична зброя сама по собі не є браконьєрським знаряддям. Проте в Україні чинним законодавством видобуток з її допомогою мисливських видів тварин є браконьєрством. Разом з тим пневматична зброя є одним з найпопулярніших знарядь вбивств собак, ворон, дрібних співочих птахів та інших тварин у догхантерів, бетхантерів, кроухантерів, фалкхантерів і ретхантерів. Пневматичну зброю активно використовують голуб'ятники для вбивства хижих птахів, а також рибалки-браконьєри.

## Причини масового використання знарядь браконьєрства
1. Відносна дешевизна більшості браконьєрських знарядь, простота виготовлення та їх висока ефективність (уловистість).
2. Збереження, особливо в сільській місцевості, традицій мисливства та рибальства знаряддями і способами, забороненими в даний час.
3. Правовий нігілізм значної частини населення.
4. Слабкість і корумпованість контролюючих державних екологічних служб, органів рибоохорони та мисливського надзору[6][7].
5. Низький рівень виховної роботи з населенням, включаючи роз'яснювально-виховну роботу в громадських організаціях мисливців і рибалок.
6. Небажання правоохоронних органів контролювати і припиняти продаж браконьєрських знарядь на ринках[7].
7. Масова і вільна реклама браконьєрських знарядь в Інтернеті[7].
8. Відсутність заборони на вільне використання пневматичної зброї калібром 4,5 мм і менше[3].

## Заходи по боротьбі з використанням знарядь браконьєрства
1. Боротьба з корупцією в правоохоронних та екологічних наглядових органах.
2. Масова роз'яснювально-виховна робота з населенням, особливо в школах і серед спеціалізованих груп населення — рибалок і мисливців.
3. Заборона на вільне використання пневматичної зброї калібром 4,5 мм і менше.
4. Посилення штрафних санкцій за виготовлення, продаж, придбання, зберігання і використання браконьєрських знарядь.
5. Введення покарання за розміщення реклами браконьєрських знарядь в Інтернеті та інших ЗМІ як за посібництво у вчиненні злочину.
6. Активне залучення правоохоронних та податкових органів до припинення виготовлення браконьєрських знарядь і їх продажу на ринках[4][7][8][17].